# Разданский район
Разданский район — административно-территориальная единица в составе Армянской ССР и Армении, существовавшая в 1930—1995 годах. Центр — Раздан.

## История
Район был образован в 1930 году под названием Ахтинский район. 
В 1959 году Ахтинский район был переименован в Разданский. В 1962 году район был упразднён, но уже в 1964 восстановлен. Упразднён в 1995 году при переходе Армении на новое административно-территориальное деление.

## География
На 1 января 1948 года территория района составляла 931 км². 

## Административное деление
По состоянию на 1948 год район включал 21 сельсовет: Алапарский, Арзаканский, Атарбекянский, Ахпюракский, Бабакишинский, Бжнинский, Верин-Ахтинский, Гюмушский, Кахсинский, Корчлинский, Макраванский, Мармарикский, Меградзорский, Мисханинский, Неркин-Ахтинский, Ридамалский, Солакский, Такилинский, Фарухский, Фонтанский, Цахкадзорский.